# 鄭承憲
鄭承憲（？—？），明朝萬曆年間顺天府大興縣人。
他的女兒是萬曆朝的鄭貴妃。鄭承憲驕奢淫逸，為非作歹。萬曆十六年六月，御史陳登雲彈劾他：「承憲懷禍藏奸，窺覬儲貳。日與貂璫往來，綢繆杯酌，且廣結山人、術士、緇黃之流。」神宗只是留中不下。有子鄭國泰。